# Acid King
Acid King – zespół grający stoner metal pochodzący z San Francisco. Został założony w 1993 przez wokalistkę Lori S., perkusistę Joeya Osbourne’a i basistę Petera Lucasa. Od tego czasu zespół nagrał trzy albumy studyjne oraz trzy EP z różnymi basistami.

## Skład zespołu

### Obecni członkowie
- Lori S.(inne języki) – gitara, śpiew (1993 – );
- Joey Osbourne(inne języki) – perkusja (1993 – );
- Mark Lamb – gitara basowa (2006 – ).

### Byli członkowie
- Dale Crover – wokal wspierający na Acid King(inne języki);
- Peter Lucas – gitara basowa (1993 – 1996);
- Dan Southwick – gitara basowa (1996 – 1998);
- Brian Hill – gitara basowa (1998 – 1999);
- Guy Pinhas – gitara basowa (1999 – 2005);
- Rafael „Rafa” Martinez – gitara basowa (2005–2008).

## Dyskografia[1]
- 1994 – Acid King(inne języki)
- 1995 – Zoroaster(inne języki)
- 1997 – Down with the Crown(inne języki)
- 1999 – Busse Woods(inne języki)
- 2001 – Free...(inne języki)
- 2005 – Acid King III(inne języki)
- 2006 – The Early Years